# طواف إيطاليا 1998
طواف إيطاليا 1998 هو سباق دراجات هوائية أقيم في إيطاليا بتاريخ 16 مايو - 7 يونيو، تكون السباق من 22 مرحلة وامتدّ لمسافة 3830 كم بسرعة 38.569 كم/س، استغرق السباق 98 ساعة 48 دقيقة 32 ثانية. وفاز به الإيطالي ماركو بانتاني.

## الترتيب
| م                     | الدرّاج        | البلد   | الزمن                     |
| --------------------- | ------------- | ------- | ------------------------- |
| الفائز بالترتيب العام | ماركو بانتاني | إيطاليا | 98 ساعة 48 دقيقة 32 ثانية |
| التسلق                | ماركو بانتاني | إيطاليا | -                         |